# 沼津市立戸田小学校
沼津市立戸田小学校（ぬまづしりつ へだしょうがっこう）は、静岡県沼津市戸田にある公立小学校。
旧戸田村の近代教育の拠点となった小学校であるが、過疎化の進行に伴い全学年単学級の小規模校となっている。戸田地区の小学校と中学校を合わせた児童生徒数は2025年には28人になると推計されている。戸田中学校の校舎は築50年以上経過し老朽化しているため、戸田小学校の校舎に長寿命化改修工事を実施して施設一体型の小中一貫校に移行する方針で検討が進められ、2020年11月に戸田小校舎寿命化改修工事終了し、2021年4月に戸田小中一貫学校が開校した。

## 沿革
- 1873年（明治6年）6月28日 - 学制施行により第1大学区足柄県管内第30番中学区に所属、戸田村宝泉寺に第46番小学巴江学舎として開校、舟山に分校を置く。8月1日付けで井田、小土肥、土肥、八木沢、小下田に5つの支校を置く[4]。しかし財政難とそれによる郷山事件により、実質的に学校教育が一時期中断される[5]。
- 1882年（明治15年） - 部田学校と改称。10月20日に現在地に新築移転[5]。
- 1886年（明治19年）7月 - 小学校令施行により戸田尋常小学校と改称、井田村の松江舎と舟山の学校（名称不詳）を分校とする[5]。
- 1891年（明治24年） - 井田分校が井田尋常小学校として独立。
- 1895年（明治28年）9月5日 - 高等科を併置し君沢郡戸田村立戸田尋常高等小学校となる[5]。
- 1941年（昭和16年）4月1日 - 田方郡戸田村立戸田国民学校、井田国民学校に改称[6][5]。
- 1947年（昭和22年）4月1日 - 学校教育法施行により田方郡戸田村立戸田小学校、井田小学校に改称[6][5]。
- 1953年（昭和28年）3月 - 校歌（作詞・作曲：飯塚揆一）制定[5]。
- 1954年（昭和29年）2月28日 - 校章制定[5]。
- 1979年（昭和54年）
  - 2月1日 - 新校舎で授業開始。旧校舎解体、運動場整地[6]。
  - 4月1日 - 舟山分校、井田小学校を統舎[6]。
- 2005年（平成17年）4月1日 - 沼津市との合併に伴い、沼津市立戸田小学校に改称[6]。
- 2021年（令和3年）3月31日 - 沼津市立戸田小中一貫学校へ移行する。[7]

## 法令上の位置づけ
沼津市立学校設置条例 （昭和39年４月１日条例第31号）では、沼津市立戸田小学校として設置されており、2021年以降も変更はない。沼津市立小中学校管理規則 （昭和32年４月１日教育委員会規則第３号）第43条で、「小学校における教育と中学校における教育の一貫性に配慮してその管理運営を一体的に行うもの」として沼津市立戸田小学校と沼津市立戸田中学校が指定されており、その呼称が「沼津市立戸田小中一貫学校」とされている。
従って、2021年（令和3年）3月31日に、閉校という表現は、法令上正確ではない。

## 交流
1974年より姉妹村提携をしている長野県諏訪郡原村の村立原小学校との交流行事がある。5年生の夏に原小学校から海水浴・海釣り体験を受け入れ、冬に原小学校を訪れスケート・スキーなどを体験する。

## 通学区域
- 旧戸田村
  - 戸田
  - 井田

## 進学先中学校
- 沼津市立戸田中学校

## 学区内の主な施設
- 戸田図書館
- 沼津市戸田造船郷土資料博物館
- 戸田B&G海洋センター（温水プール・体育館）
- へだっこセンター（保育園・幼稚園・学童保育・子育て支援）
- ゆめとびら舟山（宿泊研修施設）

## 交通
- 東海バス戸田学校前バス停より徒歩1分

## 関連事項
- 静岡県小学校の廃校一覧